# Perry Mason: Fiori d'arancio
Perry Mason: Fiori d'arancio (Perry Mason: The Case of the Heartbroken Bride) è un film per la televisione del 1992, diretto dal regista Christian I. Nyby II. 

## Trama
Perry Mason viene invitato alle nozze di Kaitlynn Parrish, una giovane e famosa cantante pop in quanto amico dei genitori della ragazza. Durante la cerimonia fa irruzione nella sala, lo zio dello sposo che non era stato invitato in quanto lo si credeva ancora in carcere (oltre a essere un cattivo soggetto che non sarebbe stato invitato affatto). Lo zio, furente, sbandiera una busta e inveisce contro il padre della sposa. Questo fa sì che le guardie di sicurezza intervengano mettendo al tappeto l'ospite indesiderato e chiudendolo in una stanza dalla quale si entra dall'atrio, piantonando l'entrata. Poco prima che la cerimonia riprenda, lo zio dello sposo viene trovato assassinato con Kaitlynn accanto al cadavere, che viene quindi accusata del delitto. Subito Perry Mason ne assume la difesa manda Ken Malansky a cercare una ragazzina imbucata alle nozze in quanto probabile testimone. Collegando i trascorsi del morto con le altre prove, l'avvocato riuscirà a scoprire il vero autore del delitto.
Sono state le due guardie; uno dei due aveva un passato criminale ed era stato in prigione con la vittima: vedendolo arrivare ha temuto che la busta contenesse prove contro di lui, ma anche in caso contrario poteva riconoscerlo e smascherarlo; così l'ha ucciso con la complicità del collega, e poi i due hanno diviso il contenuto della busta, cioè una grossa somma di denaro; ma il collega ha effettuato un grosso acquisto in contanti, attirando l'attenzione di Mason.